# Brachycylix vageleri
Brachycylix es un género monotípico de plantas perteneciente a la familia Fabaceae. Su única especie: Brachycylix vageleri (Harms) R.S.Cowan, es originaria de Colombia.

## Taxonomía
Brachycylix vageleri fue descrita por (Harms) R.S.Cowan y publicado en Proceedings of the Koninklijke Nederlandse Akademie van Wetenschappen, Series C: Biological and Medical Sciences 78(5): 464. 1975.
Sinonimia
- Heterostemon vageleri Harms[2]